# 鍾祥縣
钟祥县，中国旧县名。
明朝嘉靖十年（1531年）置，治所在今湖北省钟祥市。为承天府治。清朝为安陆府治。1992年撤销，改设钟祥市。